# Jarnołtówko
Jarnołtówko (dawniej Kl. Arensdorf) – wieś w Polsce, w województwie warmińsko-mazurskim, w powiecie ostródzkim, w gminie Małdyty.
Do 2023 miejscowość była częścią wsi Jarnołtowo.
W latach 1975–1998 miejscowość administracyjnie należała do województwa olsztyńskiego.
Wieś wzmiankowana w XVII w., jako folwark szlachecki na trzech włókach. W roku 1782 we wsi odnotowano 7 domów (dymów), natomiast w 1858 w 7 gospodarstwach domowych było 95 mieszkańców. W latach 1937–1939 było 93 mieszkańców. W roku 1973 jako kolonia Jarnołtówko należało do powiatu morąskiego, gmina Małdyty, poczta Połowite.
Inne miejscowości o nazwie Jarnołtowo: Jarnołtowo, Jarnołtów, Jarnołtówek